# Фодор, Золтан
Золтан Фодор (венг. Fodor Zoltán, р.19 июля 1985) — венгерский борец греко-римского стиля, призёр Олимпийских игр.

## Биография
Родился в 1985 году в Будапеште. В 2002 году стал чемпионом Европы среди юниоров. В 2004 году занял 4-е место на чемпионате мира среди юниоров.
В 2007 году занял 8-е место на чемпионате мира. В 2008 году стал серебряным призёром Олимпийских игр в Пекине. В 2009 году занял 8-е место на чемпионате Европы и 17-е - на чемпионате мира. На чемпионате Европы 2010 года стал 21-м. В 2011 году занял 13-е место на чемпионате Европы.